# Салливан, Джордж
Джордж Са́лливан (англ. George Sullivan; 13 марта 1981, Ред-Банк) — американский боец смешанного стиля, представитель полусредней весовой категории. Выступает на профессиональном уровне начиная с 2006 года, известен по участию в турнирах таких бойцовских организаций как UFC, Reality Fighting, Ring of Combat, CFFC, владел титулом чемпиона CFFC в полусреднем весе.

## Биография
Джордж Салливан родился 13 марта 1981 года в боро Ред-Банк, штат Нью-Джерси. До начала бойцовской карьеры работал менеджером в компании по производству дорогой мебели. В 2004 году начал активно заниматься тайским боксом, также освоил бразильское джиу-джитсу под руководством именитого тренера Курта Пеллегрино, а в 2005 году начал готовиться к поединкам по ММА.
Дебютировал в смешанных единоборствах в феврале 2006 года в Атлантик-Сити, победив своего первого соперника техническим нокаутом во втором раунде. После ещё одной победы один из его поединков был признан несостоявшимся из-за непреднамеренно нанесённого запрещённого удара коленом. В том же году потерпел первое в карьере поражение, удушающим приёмом сзади от Марка Стивенса. Несмотря на поражение, продолжил участвовать в боях, с попеременным успехом дрался в таких промоушенах как BCX и Ring of Combat, победил единогласным решением судей сильного российского бойца Эрика Оганова. В период 2011—2013 годов дрался в промоушене CFFC, где одержал шесть побед подряд, в том числе завоевал и четыре раза защитил титул чемпиона в полусреднем весе.
Имея в послужном списке четырнадцать побед и только три поражения, Салливан привлёк к себе внимание крупнейшей бойцовской организации Ultimate Fighting Championship и дебютировал здесь в январе 2014 года победой единогласным судейским решением над Майком Роудзом. В следующем поединке в Бразилии нокаутировал бразильца Игора Араужу. В 2015 году должен был драться с Кенни Робертсоном, но тот травмировался и был заменён Тимом Минсом, который впоследствии поймал Салливана в ручной треугольник и заставил сдаться. Далее судейским решением уверенно победил новичка организации Доминика Уотерса, но затем оказался в нокауте в поединке с россиянином Александром Яковлевым.
Ожидалось, что в июле 2016 года Салливан выступит на турнире UFC on Fox 20, где сойдётся с Эктором Урбиной, однако в результате проверки Американского анти-допингового агентства этот бой исключили из карда из-за предположительного употребления запрещённых веществ. Позже планировалось его выступление на турнире UFC 208, однако в январе 2017 года Салливан вновь провалил допинг-тест — в пробе мочи, сданной во внесоревновательный период, были обнаружены следы запрещённого препарата кломифена и его метаболита. В итоге в июле USADA вынесло решение об отстранении бойца от соревнований сроком на один год.
По окончании срока дисквалификации в 2018 году Салливан продолжил выступать в UFC, но потерпел два поражения и вскоре был уволен.

## Статистика в профессиональном ММА
| Боёв 25         | Побед 17 | Поражений 7 |
| --------------- | -------- | ----------- |
| Нокаутом        | 11       | 1           |
| Сдачей          | 0        | 5           |
| Решением        | 6        | 1           |
| Не состоявшихся | 1        | 1           |

| Результат    | Рекорд   | Соперник          | Способ                     | Турнир                                                          | Дата             | Раунд | Время | Место              | Примечание                                      |
| ------------ | -------- | ----------------- | -------------------------- | --------------------------------------------------------------- | ---------------- | ----- | ----- | ------------------ | ----------------------------------------------- |
| Поражение    | 17-7 (1) | Микки Голл        | Сдача (удушение сзади)     | UFC Fight Night: Gaethje vs. Vick                               | 25 августа 2018  | 1     | 1:09  | Линкольн, США      |                                                 |
| Поражение    | 17-6 (1) | Нико Прайс        | Сдача (удушение сзади)     | UFC on Fox: Jacaré vs. Brunson 2                                | 27 января 2018   | 2     | 4:21  | Шарлотт, США       |                                                 |
| Поражение    | 17-5 (1) | Александр Яковлев | KO (удары руками)          | UFC on Fox: Johnson vs. Bader                                   | 30 января 2016   | 1     | 3:59  | Ньюарк, США        |                                                 |
| Победа       | 17-4 (1) | Доминик Уотерс    | Единогласное решение       | The Ultimate Fighter: American Top Team vs. Blackzilians Finale | 12 июля 2015     | 3     | 5:00  | Лас-Вегас, США     |                                                 |
| Поражение    | 16-4 (1) | Тим Минс          | Сдача (треугольник руками) | UFC on Fox: Machida vs. Rockhold                                | 18 апреля 2015   | 3     | 3:41  | Ньюарк, США        |                                                 |
| Победа       | 16-3 (1) | Игор Араужу       | KO (удары руками)          | UFC Fight Night: Bigfoot vs. Arlovski                           | 13 сентября 2014 | 2     | 2:31  | Бразилиа, Бразилия |                                                 |
| Победа       | 15-3 (1) | Майк Роудз        | Единогласное решение       | UFC on Fox: Henderson vs. Thomson                               | 25 января 2014   | 3     | 5:00  | Чикаго, США        |                                                 |
| Победа       | 14-3 (1) | Хесус Мартинес    | TKO (удары руками)         | CFFC 26                                                         | 17 августа 2013  | 2     | 3:12  | Атлантик-Сити, США | Защитил титул чемпиона CFFC в полусреднем весе. |
| Победа       | 13-3 (1) | Брэндон Беккер    | TKO (удары руками)         | CFFC 24                                                         | 11 мая 2013      | 2     | 1:53  | Атлантик-Сити, США | Защитил титул чемпиона CFFC в полусреднем весе. |
| Победа       | 12-3 (1) | Джулиан Лэйн      | TKO (удары руками)         | CFFC 19                                                         | 2 февраля 2013   | 2     | 2:30  | Атлантик-Сити, США | Защитил титул чемпиона CFFC в полусреднем весе. |
| Победа       | 11-3 (1) | Тених Диксон      | Единогласное решение       | CFFC 16                                                         | 24 августа 2012  | 5     | 5:00  | Атлантик-Сити, США | Защитил титул чемпиона CFFC в полусреднем весе. |
| Победа       | 10-3 (1) | Грег Сото         | KO (удар рукой)            | CFFC 14                                                         | 14 апреля 2012   | 1     | 2:03  | Атлантик-Сити, США | Выиграл титул чемпиона CFFC в полусреднем весе. |
| Победа       | 9-3 (1)  | Майк Уинтерс      | Единогласное решение       | CFFC 12                                                         | 10 декабря 2011  | 3     | 5:00  | Атлантик-Сити, США |                                                 |
| Поражение    | 8-3 (1)  | Элайа Харшбергер  | Единогласное решение       | Ring of Combat 35                                               | 8 апреля 2011    | 3     | 5:00  | Атлантик-Сити, США |                                                 |
| Победа       | 8-2 (1)  | Эрик Оганов       | Единогласное решение       | Ring of Combat 33                                               | 3 декабря 2010   | 3     | 4:00  | Атлантик-Сити, США |                                                 |
| Победа       | 7-2 (1)  | Джеймс Фрайер     | TKO (колени и руки)        | Ring of Combat 31                                               | 24 сентября 2010 | 1     | 2:24  | Атлантик-Сити, США |                                                 |
| Победа       | 6-2 (1)  | Тайевен Ховард    | TKO (удары руками)         | Ring of Combat 29                                               | 16 апреля 2010   | 2     | 2:31  | Атлантик-Сити, США |                                                 |
| Победа       | 5-2 (1)  | Эл Бак            | TKO (удары руками)         | WCA: Pure Combat                                                | 6 февраля 2009   | 1     | 3:58  | Атлантик-Сити, США |                                                 |
| Поражение    | 4-2 (1)  | Ник Каландрино    | Сдача (травма глаза)       | BCX 4                                                           | 19 апреля 2008   | 1     | 3:13  | Атлантик-Сити, США |                                                 |
| Победа       | 4-1 (1)  | Роберто Концепшн  | TKO (колени и руки)        | BCX 3                                                           | 20 октября 2007  | 1     | 1:38  | Атлантик-Сити, США |                                                 |
| Победа       | 3-1 (1)  | Дэвид Портер      | TKO (удары руками)         | Ring of Combat 13                                               | 16 марта 2007    | 1     | 2:08  | Атлантик-Сити, США |                                                 |
| Поражение    | 2-1 (1)  | Марк Стивенс      | Сдача (удушение сзади)     | CITC: Marked Territory                                          | 30 сентября 2006 | 3     | 2:58  | Линкрофт, США      |                                                 |
| Не состоялся | 2-0 (1)  | Роб Руссо         | NC (запрещённый удар)      | Reality Fighting 13                                             | 5 августа 2006   | 2     | 1:12  | Уайлдвуд, США      |                                                 |
| Победа       | 2-0      | Энтони д’Анджело  | Раздельное решение         | Reality Fighting 12                                             | 29 апреля 2006   | 3     | 3:00  | Атлантик-Сити, США |                                                 |
| Победа       | 1-0      | Грегг Смолл       | TKO (удары руками)         | Reality Fighting 11                                             | 11 февраля 2006  | 2     | 1:30  | Атлантик-Сити, США |                                                 |